# Ayman Ashraf
Ayman Ashraf Elsayed Elsembeskany (arab. أيمن أشرف السيد السمبكساني; ur. 9 kwietnia 1991 w Kairze) – egipski piłkarz grający na pozycji lewego obrońcy. Od 2017 roku jest zawodnikiem klubu Al-Ahly Kair.

## Kariera piłkarska
Swoją karierę piłkarską Ashraf rozpoczął w klubie Al-Ahly Kair. W sezonie 2009/2010 zadebiutował w nim w pierwszej lidze egipskiej. W sezonach 2009/2010 i 2010/2011 wywalczył z nim dwa tytuły mistrza Egiptu. W sezonie 2011/2012 był wypożyczony do Telephonat Beni Suef. W 2012 wrócił do Al-Ahly i w sezonie 2012/2013 został z nim mistrzem Egiptu. W listopadzie 2013 wygrał z Al-Ahly rozgrywki Ligi Mistrzów, jednak w finałowych meczach z Orlando Pirates (1:1, 2:0) nie wystąpił/
Latem 2013 przeszedł do Smouhy SC. W sezonie 2013/2014 wywalczył ze Smouhą wicemistrzostwo Egiptu. W 2017 roku wrócił do Al-Ahly i w sezonie 2017/2018 został z nim mistrzem kraju.
| Sezon   | Klub                 | Kraj  | Rozgrywki | Mecze | Gole |
| ------- | -------------------- | ----- | --------- | ----- | ---- |
| 2009/10 | Al-Ahly Kair         | Egipt | I liga    | 7     | 0    |
| 2010/11 | Al-Ahly Kair         | Egipt | I liga    | 5     | 0    |
| 2011/12 | Telephonat Beni Suef | Egipt | I liga    | 4     | 0    |
| 2012/13 | Al-Ahly Kair         | Egipt | I liga    | 1     | 0    |
| 2013/14 | Smouha SC            | Egipt | I liga    | 18    | 1    |
| 2014/15 | Smouha SC            | Egipt | I liga    | 23    | 2    |
| 2015/16 | Smouha SC            | Egipt | I liga    | 25    | 0    |
| 2016/17 | Smouha SC            | Egipt | I liga    | 22    | 0    |
| 2017/18 | Al-Ahly Kair         | Egipt | I liga    | 29    | 2    |

## Kariera reprezentacyjna
Ashraf grał w młodzieżowych reprezentacjach Egiptu. W 2009 roku wystąpił na Mistrzostwach Świata U-20, a w 2011 roku był w kadrze Egiptu na Mistrzostwa Afryki U-20 (3. miejsce Egiptu) i Mistrzostwach Świata U-20.
W reprezentacji Egiptu Ashraf zadebiutował 30 sierpnia 2016 roku w zremisowanym 1:1 towarzyskim meczu z Gwineą, rozegranym w Aleksandrii. W 2018 roku powołano go do kadry na Mistrzostwa Świata w Rosji. Był na nich rezerwowym i nie rozegrał żadnego meczu.